# Erbari di Antonio Bertoloni
Gli erbari di Antonio Bertoloni fanno parte delle collezioni conservate all'interno dell'Erbario dell'Università di Bologna.

## Storia
Antonio Bertoloni pubblicò numerose opere e raccolse un'enorme quantità di campioni che costituiscono oggi una parte importante dell'erbario dell'Università di Bologna. Famosissima è la «Flora Italica sistens plantas in Italia et in insulis circumstantibus sponte nascentes»: in essa Bertoloni raccolse tutte le piante della penisola italica e delle isole (Sicilia, Sardegna, Corsica e isole minori); per compiere questa impresa si fece aiutare da altri studiosi, che inviarono al botanico sarzanese campioni provenienti da tutta Italia.
La «Flora Italica», opera in 10 volumi, prodotto di 40 anni di preparazione e di studio, è basata sui campioni raccolti in uno dei più noti erbari italiani l'Hortus Siccus Florae Italica.
L'erbario di Bertoloni costituisce oggi il nucleo principale dell'erbario bolognese, ed è una delle raccolte erbariologiche più importanti d'Italia, sia dal punto di vista storico che dal punto di vista scientifico.
Quest'erbario comprendeva in origine 803 generi e 4211 specie di piante, tutte diligentemente seccate e ancora meravigliosamente conservate. Ogni esemplare porta un cartellino su cui è trascritto il nome scientifico della pianta, la località, la data di raccolta, il nome del raccoglitore, il riferimento al volume ed alla pagina dell'opera in cui la pianta viene descritta.
Già Parlatore ne parlava come di:
Ad oggi esso rappresenta, non solo uno dei momenti salienti nella storia della botanica in Italia - quello della pubblicazione della prima flora italiana - ma anche un valido, se non insostituibile, strumento di studio.
La raccolta ha purtroppo subito alcuni danni, dovuti in parte agli eventi bellici, ma, soprattutto, al fatto che l'intero Erbario fu lasciato per decenni in uno stato di abbandono e disinteresse: quasi un quarto della collezione risulta oggi mancante senza che sia stato possibile appurarne con esattezza le cause.
Oltre che allo studio della flora italiana Bertoloni si dedicò attivamente anche allo studio di piante provenienti da territori fuori dai confini nazionali. Grazie alla grande quantità di campioni di piante che gli venivano inviati dai più importanti botanici del mondo raccolse durante la sua vita un'altra grande collezione, cui diede il nome di Hortus Siccus Exoticus.
L'Hortus Siccus Exoticus raccoglie più di 11000 campioni, per un totale di 139 famiglie con 1544 generi, provenienti da paesi esteri. La maggior parte dei campioni proviene da altri Stati europei, ma non mancano piante giunte da paesi lontani come il Guatemala, le Antille, la Siberia, l'India o l'Iraq, ed inviati a Bertoloni dai maggiori botanici dell'epoca, come Augustin Pyrame de Candolle, Joseph Dalton Hooker, Pierre Edmond Boissier, Robert Brown.
Parte di questi campioni sono stati utilizzati anche nella compilazione della Flora Italica, altri sono descritti nelle 24 Miscellanee Botaniche o in altre opere di Bertoloni, come ad esempio la Florula Guatimalensis.
Nel 1836 giunse infatti a Roma, per una visita al Pontefice, una delegazione dell'esercito messicano di cui faceva parte l'ufficiale Joachim Velasquez, il quale portava con sé una collezione di 79 piante essiccate, raccolte in Guatemala, che donò ad Antonio Bertoloni. Si trattava, nella maggior parte dei casi, di piante ancora sconosciute, che Bertoloni per primo descrisse, per l'appunto, nella sua Florula Guatimalensis.
Numerosi, più di 170, sono i campioni Typus di nuove specie. Alla realizzazione di questo erbario, iniziato non dopo il 1796, anno al quale risalgono i più vecchi campioni tuttora presenti, contribuì in maniera notevole anche il figlio di Antonio, Giuseppe Bertoloni.
Tra le raccolte di Bertoloni resta ancora da menzionare l'Hortus Siccus Florae Bononiensis, iniziato dal padre Antonio, ma concluso dal figlio Giuseppe, che ha anche compiuto un lavoro di ampliamento di tutte le collezioni paterne.